# Reinhard M. Fritsch
Reinhard M. Fritsch (1944) es un botánico, y taxónomo alemán. Ha trabajado en la sistemática y evolución de la familia Alliaceae, especialmente el genus Allium. Desarrolla actividades académicas en el Instituto Leibniz de Genética Vegetal e Investigación de cultivos, en Gatersleben.

## Algunas publicaciones
- reinhard m. Fritsch, mehrdad Abbasi (eds.). 2013. A Taxonomic Review of Allium Subg. Melanocrommyum in Iran. Ed. IPK Gatersleben, 240 pp. ISBN 3981309634, ISBN 9783981309638

- nikolai Friesen, reinhard m. Fritsch, frank r. Blattner. 2006. PHYLOGENY AND NEW INTRAGENERIC CLASSIFICATION OF ALLIUM (ALLIACEAE) BASED ON NUCLEAR RIBOSOMAL DNA ITS SEQUENCES. Aliso 22: 372–395

- reinhard m. Fritsch, d.n. Friesen. 2002. Evolution, domestication and taxonomy. pp. 5–30. En H. D. Rabinowitch & L. Currah [eds.], Allium crop science: recent advances. CABI Publ. Wallingford, Oxfordshire, UK
- La abreviatura «R.M.Fritsch» se emplea para indicar a Reinhard M. Fritsch como autoridad en la descripción y clasificación científica de los vegetales.[1]